# Траст (футбольный клуб)
Атлетический клуб «Траст» основан в 1924 году, базировался в Никосии. Образован в результате разделения клуба «П.О.П.» на две организации — собственно, «Траст» и «Панергатикос».
В сезоне 1934/35 были проведены первые национальные соревнования на Кипре — чемпионат и кубок. Футболисты «Траста» завоевали оба трофея, сделав золотой дубль. Соперником в финале кубка стал «АПОЭЛ», общий счёт за два матча — 1:0.
Следующий сезон также отмечен победой «Траста» в кубке страны. На этот раз столичным спортсменам противостояли коллеги из «Лефкоша Тюрк Спор Кулюбю», разгромленные в итоге со счётом 4:1. Сделав «передышку» в розыгрыше 1936/37 (поражение от «АПОЭЛ» 1:2), коллективу атлетического клуба удалось в третий раз выиграть турнир в 1938-м. Решающий матч сыгран с «АЕЛ» (Лимасол), 2:1.
Однако первый выигранный чемпионский титул стал для «Траста» единственным. До 1938-го первые две строчки соревнования оставались неизменными: первый — «АПОЭЛ», второй  — «Траст».
В 1938 году клуб был расформирован в связи с финансовыми проблемами. Команда играла в жёлтом и зелёном цветах, а гостей принимала на стадионе Олд ГСП вместимостью 12 000 зрителей.

## Достижения
- Чемпион Кипра: 1934/35
- Победитель кубка Кипра по футболу: 1934/35, 1935/36 и 1937/38